# Fričkovce
Fričkovce este o comună slovacă, aflată în districtul Bardejov din regiunea Prešov. Localitatea se află la altitudinea de 437 m deasupra n.m., se întinde pe o suprafață de 9,35 km2 și în 2017 număra 740 de locuitori. Se învecinează cu comuna Hertník.

## Istoric
Localitatea Fričkovce este atestată documentar din 1427.

## Demografie
| An:                | 1994 | 2004   | 2014   | 2024   |
| ------------------ | ---- | ------ | ------ | ------ |
| Număr de persoane: | 675  | 690    | 716    | 729    |
| Diferență:         |      | +2,22% | +3,76% | +1,81% |

| An:                | 2023 | 2024   |
| ------------------ | ---- | ------ |
| Număr de persoane: | 737  | 729    |
| Diferență:         |      | −1,08% |